# Niemytzki-Raum
Der Niemytzki-Raum (nach Wiktor Wladimirowitsch Nemyzki) ist ein im mathematischen Teilgebiet der Topologie untersuchtes konkretes Beispiel eines topologischen Raumes. 
Auf der oberen Halbebene wird eine im Vergleich zur euklidischen Topologie feinere Topologie, die so genannte Niemytzki-Topologie, eingeführt.
Dadurch entsteht ein topologischer Raum, der in vielen Situationen als Gegenbeispiel dient.
Der Niemytzki-Raum wird von manchen Autoren auch Niemytzki-Ebene oder Moore-Ebene (nach Robert Lee Moore) genannt.

## Definition

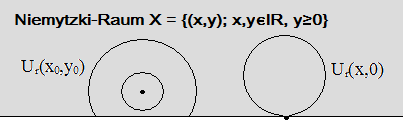
Umgebungen im Niemytzki-Raum

Auf der oberen Halbebene {\displaystyle X:=\{(x,y)\in {\mathbb {R} }^{2};y\geq 0\}} wird die Niemytzki-Topologie wie folgt durch die Angabe einer Umgebungsbasis der Punkte aus X erklärt: Ist {\displaystyle (x_{0},y_{0})\in X} und {\displaystyle r>0}, so sei für {\displaystyle y_{0}>0}
{\displaystyle U_{r}(x_{0},y_{0}):=\{(x,y)\in X;(x-x_{0})^{2}+(y-y_{0})^{2}<r^{2}\}.}
Ist {\displaystyle y_{0}=0}, so sei
{\displaystyle U_{r}(x_{0},0):=\{(x_{0},0)\}\cup \{(x,y)\in X;(x-x_{0})^{2}+(y-r)^{2}<r^{2}\}.}
Im Falle {\displaystyle y_{0}>0} handelt es sich also um offene Kreise mit Radius {\displaystyle r} um {\displaystyle (x_{0},y_{0})\in X}, die mit der oberen Halbebene geschnitten sind, {\displaystyle U_{r}(x_{0},0)} ist ein auf dem Punkt {\displaystyle (x_{0},0)} aufgesetzter offener Kreis mit Radius {\displaystyle r} zusammen mit diesem Punkt.
Man definiert nun eine Menge {\displaystyle V\subset X} als offen in der Niemytzki-Topologie, wenn es zu jedem {\displaystyle (x_{0},y_{0})\in V} ein {\displaystyle r>0} gibt mit {\displaystyle U_{r}(x_{0},y_{0})\subset V}. {\displaystyle X} mit der Niemytzki-Topologie heißt Niemytzki-Raum.

## Vergleich mit der euklidischen Topologie

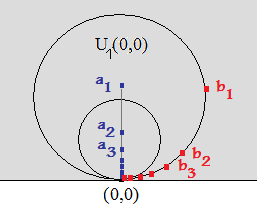
konvergiert gegen, hat keinen Grenzwert.

Für einen Punkt {\displaystyle (x_{0},y_{0})\in X} mit {\displaystyle y_{0}>0} stimmen die Umgebungsbasen bzgl. der euklidischen Topologie und der Niemytzki-Topologie überein.
Eine euklidische Umgebung eines Punktes {\displaystyle (x_{0},0)} enthält einen hinreichend kleinen Halbkreis um diesen Punkt. In jedem solchen Halbkreis ist eine Niemytzki-Umgebung {\displaystyle U_{r}(x_{0},0)} enthalten, wenn man {\displaystyle r} klein genug wählt.
Umgekehrt ist aber keine euklidische Umgebung in einer Niemytzki-Umgebung von {\displaystyle (x_{0},0)} enthalten.
Das zeigt, dass die Niemytzki-Topologie echt feiner als die euklidische Topologie ist.
Die durch {\displaystyle a_{n}:=\left(0,{\frac {1}{n}}\right)} definierte Folge {\displaystyle (a_{n})_{n}} konvergiert in beiden Topologien gegen {\displaystyle (0,0)}.
Die durch {\displaystyle b_{n}:=\left({\frac {1}{n}},1-{\sqrt {1-{\frac {1}{n^{2}}}}}\right)} definierte Folge {\displaystyle (b_{n})_{n}} konvergiert bzgl. der euklidischen Topologie gegen {\displaystyle (0,0)}, nicht jedoch bzgl. der Niemytzki-Topologie; in dieser hat die Folge {\displaystyle (b_{n})_{n}} überhaupt keinen Grenzwert.

## Teilräume
Der Teilraum {\displaystyle X_{0}:=\{(x,0);x\in {\mathbb {R} }\}} trägt wegen {\displaystyle U_{r}(x,0)\cap X_{0}=\{(x,0)\}} als Teilraumtopologie die diskrete Topologie. {\displaystyle X_{0}} ist eine abgeschlossene Menge bzgl. der Niemytzki-Topologie.
Die Teilraumtopologie auf {\displaystyle X\setminus X_{0}} stimmt mit der euklidischen Topologie überein.

## Topologische Eigenschaften
Der Niemytzki-Raum hat eine Reihe topologischer Eigenschaften, die in vielen Situationen als Gegenbeispiele dienen.

### Lokalkompaktheit
Man kann zeigen, dass der Niemytzki-Raum nicht lokalkompakt ist. Dennoch ist {\displaystyle X_{0}} ein abgeschlossener Teilraum derart, dass {\displaystyle X_{0}} und {\displaystyle X\setminus X_{0}} beide lokalkompakt sind.

### Trennungsaxiome
Der Niemytzki-Raum X ist vollständig regulär. Zur Trennung einer abgeschlossenen Menge von einem außerhalb gelegenen Punkt benötigt man neben den bzgl. der euklidischen Topologie stetigen Funktionen, die auch bzgl. der Niemytzki-Topologie stetig sind, noch Funktionen der Art
{\displaystyle f_{r,x_{0}}(x,y)={\begin{cases}{\frac {1}{2ry}}((x-x_{0})^{2}+y^{2})&{\text{wenn }}(x-x_{0})^{2}+(y-r)^{2}\leq r^{2},\,y>0\\0&{\text{wenn }}(x,y)=(x_{0},0)\\1&{\text{sonst}}\end{cases}}},
mit {\displaystyle r>0} und {\displaystyle x_{0}\in \mathbb {R} }, die ebenfalls bzgl. der Niemytzki-Topologie stetig sind.
Man kann zeigen, dass {\displaystyle A:=\{(x,0);x\in {\mathbb {Q} }\}} und {\displaystyle B:=\{(x,0);x\in {\mathbb {R} }\setminus {\mathbb {Q} }\}} disjunkte, abgeschlossene Mengen sind, die nicht durch offene Mengen getrennt werden können, das heißt, {\displaystyle X} ist nicht normal.

### Separabilität
Der Niemytzki-Raum {\displaystyle X} ist separabel, in der Tat liegt {\displaystyle \{(x,y)\in X;x,y\in {\mathbb {Q} }\}} dicht in {\displaystyle X}. 
Während sich im Falle metrischer Räume Separabilität auf Teilräume vererbt, zeigt der nicht-separable Teilraum {\displaystyle X_{0}\subset X}, dass dies im Allgemeinen nicht gilt (die Sorgenfrey-Ebene ist ein weiteres Beispiel dieser Art).

### Abzählbarkeitsaxiom
Der Niemytzki-Raum genügt dem ersten Abzählbarkeitsaxiom, denn die Mengen {\displaystyle U_{\frac {1}{n}}(x_{0},y_{0}),\,n\in {\mathbb {N} }}, bilden eine abzählbare Umgebungsbasis von {\displaystyle (x_{0},y_{0})}. Man kann zeigen, dass er nicht das zweite Abzählbarkeitsaxiom erfüllt.
Während aus der Separabilität und dem ersten Abzählbarkeitsaxiom im Falle metrischer Räume das zweite Abzählbarkeitsaxiom folgt, zeigt der Niemytzki-Raum also, dass dies im Allgemeinen falsch ist.